# Quaero
Quaero (lateinisch ich suche) war ein französisches Projekt mit deutscher Beteiligung zur Finanzierung der Erforschung von Suchmaschinen. Das 2005 initiierte und zuletzt 2008 mit EU-Fördergeldern neu aufgesetzte Projekt wurde im Dezember 2013 endgültig für beendet erklärt.

## Geschichte
Seit Oktober 2004 war die zum Quaero-Projekt gehörige Websuchmaschine Exalead mit Sitz in Paris (Frankreich) online. Ansonsten befand sich das Projekt im Stadium wechselnder politischer Verlautbarungen. Eine Suchmaschine unter dem Namen Quaero existierte seit Ende 2006 nicht mehr. Ein bereits bestehendes öffentliches Angebot einer experimentellen Suchmaschine unter diesem Namen im Internet wurde etwa Ende 2006 wieder auf einen engeren Kreis von Zugriffsberechtigten beschränkt. Der Name Quaero selbst wurde von den Projektbeteiligten offensichtlich nicht geschützt; gleichnamige Domains im Internet werden offensichtlich von unbeteiligten Dritten genutzt.
Das geplante Vorhaben Quaero wurde im April 2005 von Jacques Chirac und Gerhard Schröder bekanntgegeben und Anfang 2006 eingeleitet. Am 26. April 2006 kündigte Jacques Chirac dazu ein auf fünf Jahre angelegtes Entwicklungsbudget von 250 Millionen Euro seitens der Agence de l’innovation industrielle und der Industrie an. Ursprünglich sollte sich die Gesamtfördersumme auf gut 400 Millionen Euro belaufen, wovon 240 Millionen Euro von der deutschen Bundesregierung stammen sollten.
Beim ersten deutschen „IT-Gipfel“ in Potsdam am 18. Dezember 2006 sagte Staatssekretär Hartmut Schauerte, die Bundesregierung werde sich aus dem Quaero-Konsortium zurückziehen und sich stattdessen auf das rein deutsche Forschungsprogramm unter dem Namen „Theseus“ konzentrieren. Der französische Staat förderte das Entwicklungsprojekt jedoch weiterhin, bis zu dessen Ende im Jahr 2013.
In der Folge entstanden – ohne eine Verbindung zu Quaero – nur noch eine Reihe von Portalen und virtuellen Bibliotheken, um die verstreuten digitalisierten Bestände der Bibliotheken, der Museen der Archive zu erschließen, insbesondere die Deutsche Digitale Bibliothek, Europeana und Gallica. Bei den Suchmaschinen dominierten weiterhin die großen amerikanischen Anbieter.

## Motivation und Ziele
Hintergrund des Quaero-Konzeptes war vor allem die Ankündigung des Suchmaschinenbetreibers Google, einige Millionen Bücher vor allem amerikanischer Bibliotheken zu digitalisieren und im World Wide Web im Rahmen der Google Book Search zur Verfügung zu stellen. Da dieses Angebot eine Volltextsuche mit einschließt, befürchteten einige Vertreter französischer Bibliotheken, dass diese Aktion zu einer nicht wieder aufzuholenden Vormachtstellung der englischen Sprache im Web führen könnte und signifikante Informationen ins sogenannte Deep Web verschwinden könnten. Vor allem die Schrift Googles Herausforderung (2005, dt. 2006) des Präsidenten der Französischen Nationalbibliothek Jean-Noël Jeanneney trug maßgeblich zu der damaligen Diskussion bei. Jeanneney legte darin eine europäische Kritik an der Macht der großen amerikanischen Suchmaschinen vor, die in ihren Angeboten zweifellos die angelsächsische Kultur gegenüber anderen Kulturen der Welt bevorzugen würden, und entwarf einen europäischen Gegenentwurf hierzu.
Als Antwort sollte das von dem französischen Präsidenten Jacques Chirac initiierte Projekt Quaero eine Suchmaschinentechnik aufbauen, die ihre Wurzeln in Europa statt in den USA hat und die sich insbesondere auf zu digitalisierende Bestände europäischer Bibliotheken stützen sollte. Geplant war auch eine automatische Übersetzung von Texten in die Sprache des Abfragenden, sowie Bild-, Audio- und Videosuchen. Zudem sollte Quaero am PC, auf dem Handy oder am Fernseher genutzt werden können.
Neben Google nahm Quaero damit also etwa auch die Suchmaschinenbetreiber Yahoo! und Microsoft ins Visier. Dabei blieb aber bis zuletzt unklar, mit welcher Technik Quaero ausgestattet werden sollte und wie die Dominanz der amerikanischen Suchmaschinen-Anbieter gebrochen werden sollte.
Die anfänglich beteiligte deutsche Bundesregierung sah das Projektziel jedoch nicht darin, eine Konkurrenz zu den amerikanischen Anbietern aufzubauen, zog sich daher im Dezember 2006 aus dem Quaero-Projekt zurück und setzt die Entwicklung parallel unter dem eigenen Namen Theseus fort. Im Juli 2007 gab es viele Pressemeldungen zum Start des deutschen Programmteils in den Medien.

## Beteiligte Organisationen

### Wirtschaft
Entwickelt wurde Quaero von Thomson (Projektleitung), der France Telecom und dem französischen Suchmaschinenbetreiber Exalead. Es beteiligten sich unter anderem auch das Institut national de l’audiovisuel (INA), Jouve, die Deutsche Thomson-Brandt GmbH und die Grass Valley Germany GmbH.

### Forschungsinstitute
Weitere Partner waren folgende französische und deutsche Forschungsinstitute:
- INRA
- INRIA
- IRCAM
- IRIT
- LIMSI-CNRS
- Rheinisch-Westfälische Technische Hochschule Aachen
- Karlsruher Institut für Technologie
- Universität Joseph Fourier Grenoble I, Grenoble

### Projektbeteiligte
- Exalead: Erster Vorläufer der Suchmaschine
- Vocapia: Spracherkennung (englisch, 4. Dezember 2010)
- Bundesministerium für Bildung und Forschung (BMBF): Deutsche Quaero-Programmgruppe nimmt Form an (16. März 2006)
- Agence de l’Innovation Industrielle (AII) (nimmt die staatliche französische Finanzierung vor)

### Medien zu Quaero
- Deutschlandradio Kultur: Europa gegen Google (13. Mai 2005)
- Golem: Quaero soll Google aufs Altenteil schicken (13. Januar 2006)
- Heise online: Europäische Google-Konkurrenz nimmt langsam Formen an (16. Januar 2006)
- Heise online: Deutsche Partner für europäische Suchmaschine Quaero (11. März 2006)
- FAZ: Europa macht Google Konkurrenz (15. März 2006)
- Erklärung des SuMa-eV zur Quaero-Initiative (20. Juli 2006)
- Quaero – Europäische Suchmaschine als Steuerverschwendung oder große Innovation? (22. Juli 2006)
- Heise online: Quaero heißt jetzt Theseus (18. Dezember 2006)
- Spiegel: Quaero ist geplatzt (19. Dezember 2006)
- Heise online: EU-Kommission genehmigt Millionen-Beihilfe für Quaero (12. März 2008)
- Deutschlandradio Kultur: Von der Millionen Euro verschlingenden Suchmaschine quaero ist inzwischen keine Rede mehr … (20. Januar 2011; zuletzt geprüft am 11. September 2011)